# Мишел дьо Валоа
Мишел дьо Валоа, също Мишел Френска (на френски: Michelle de Valois, Michelle de France) е френска принцеса от Дом Валоа и чрез женитба херцогиня на Бургундия.

## Биография

### Произход
Родена е на 11 януари 1395 година в Париж, Кралство Франция. Дъщеря е на френския крал Шарл VI (1380 – 1422) и съпругата му Изабела Баварска (1370 – 1435), дъщеря на херцог Стефан III от Бавария-Инголщат и Тадея Висконти. Крал Шарл VII от Франция (упр. 1422 – 1461) е неин брат.
Желанието на Йохан фон Пфалц-Ноймаркт, синът на римско-немския крал Рупрехт, за женитба с Мишел, се отказва от нейния чичо херцог Лудвиг VII от династията Вителсбахи.

### Брак с Филип де Шароле
През юни 1409 г., за укрепване на съюзническите отношения с Бургундия, Мишел е омъжена в Париж за Филип де Шароле (1396 – 1467), който наследява през 1419 г. баща си Жан Безстрашни под името Филип III Добрия като херцог на Бургундия. Едновременно, нейният брат престолонаследникът Луи (1397–1415) се жени за Маргарета Бургундска (1393 – 1441/1442), сестра на Филип Добрия. От брака се ражда дъщеря, Агнеса Бургундска, умряла малолетна.
По желание на роднините, Мишел и нейният съпруг се местят през 1413 г. в Графство Фландрия. От 1419 г. Филип я прави своя представителка във Фландрия и Артоа.
По свидетелства на съвременници, Мишел е кротка жена, искрено обичаща своя мъж. Със своята благотворителност, тя завоюва симпатиите на поданиците си. Мишел е в добри отношения с брат си, бъдещият Шарл VII, и се опитва да окаже сдържащо влияние над своята майка, кралица Изабела Баварска.

### Смърт и легенди
Тя умира на 27-годишна възраст на 8 юли 1422 година, в Гент, Бургундска Нидерландия, след непродължителна болест. В това време съпругът и отсъства. Погребана е в катедралата Св. Баво в Гент.
Скоро след смъртта на херцогинята се разпространяват слухове, че тя е отровена. Подозрения падат на предворната дама, Урсула дьо ла Фиевил, изпратена при Мишел от майка ѝ. В резултат на дълго разследване дама де ла Фиевил е напълно оправдана, и херцогът и предоставя парична компенсация.